# Hartvig Marcus Lassen

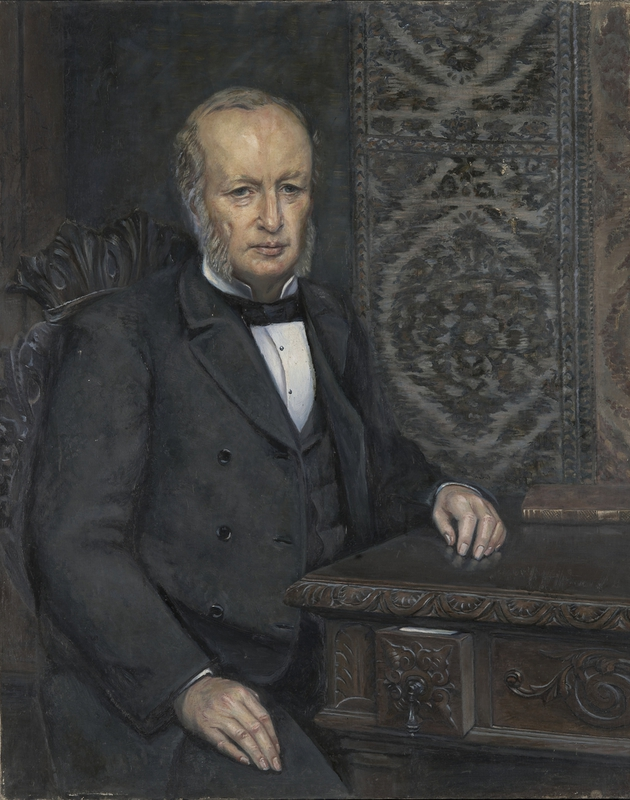
Hartvig Lassen

Hartvig Marcus Lassen (* 9. August 1824 in Bergen (Norwegen); † 9. August 1897 in Kristiania) war ein norwegischer Schriftsteller, Verleger, Pädagoge und Literaturhistoriker, der von 1873 bis 1878 ästhetischer Berater, Zensor und Dramaturg am Christiania Theater und später literarischer Konsulent war.
Das Amt des ästhetischen Konsulenten am Christiania Theater hatte 1863 Henrik Ibsen bekleidet, mit dem Lassen korrespondierte.
Er war der Sohn von Abigael Vogt Monrad (1792–1861) und ihrem Ehemann, dem Polizeichef und Bürgermeister von Bergen, Albert Lassen (1783–1860).
Er war ein Neffe von Professor Christian Lassen (1800–1876).
Er besuchte die Bergen Katedralskole und schloss 1843 sein Studium an der Universität Oslo ab.

## Werdegang
Von 1849 bis circa 1850 war er Mitarbeiter an der von seinen Freunden Ditmar Meidell und Ole Richter herausgegebenen Zeitschrift Krydseren (ab 1855: Aftenbladet). Ab 1852 war er Lehrer an der Hartvig-Nissen-Schule in Christiania (heute Oslo).
Später gab er weitere Zeitschriften heraus: 
Von 1857 bis 1891 verlegte er das Skilling-Magazin.
Von 1868 bis 1897 verlegte er das Folkevennen.
Von 1891 bis 1896 verlegte er das Folkebladet.
Lassen hat nicht geheiratet. Er starb 1897 in Christiania und wurde bei Vår Frelsers Gravlund beigesetzt.
1915 wurde an der Universität Oslo die Hartvig Lassens-Medaille für herausragende literarische Dissertationen ins Leben gerufen. Die ersten Medaillen werden 1919 und die letzten 1933 verliehen.

## Werk
Von 1852 bis 1857 veröffentlichte er das Gesamtwerk von Henrik Wergeland in neun Bänden mit einer Biographie des Schriftstellers unter dem Titel Henrik Wergeland og hans samtid. Dies war die erste Wergeland-Biographie. Lassen porträtierte Wergeland in erster Linie als Wortschmied, nicht als liberale politische Figur.